# آتسوشی تروی
آتسوشی تروی (انگلیسی: Atsushi Terui؛ زادهٔ ۱۹ ژوئیهٔ ۱۹۸۰) بازیکن فوتبال اهل ژاپن است.